# Initiative populaire « Pour une offre appropriée en matière de formation professionnelle »
L'initiative populaire « Pour une offre appropriée en matière de formation professionnelle » dite « Initiative pour des places d'apprentissage », est une initiative populaire suisse, rejetée par le peuple et les cantons le 18 mai 2003.

## Contenu
L'initiative propose d'ajouter un article 34tera à la Constitution fédérale pour garantir le droit à la formation professionnelle, en particulier par la création d'un fonds financé par une contribution des employeurs.
Le texte complet de l'initiative peut être consulté sur le site de la Chancellerie fédérale.

## Déroulement

### Contexte historique
Contrairement à la plupart des pays voisins, la Suisse n'a pas, dans sa constitution, d'article définissant le droit à la formation malgré plusieurs tentatives. C'est tout d'abord un projet du Conseil fédéral qui est rejeté par la majorité des cantons le 4 mars 1973 ; quelques années plus tard, c'est au tour d'une initiative populaire « pour une formation professionnelle et un recyclage garantis » d'être rejetée en votation.
Entre ces deux propositions, une loi sur la formation professionnelle voit le jour le 19 avril 1978 ; celle-ci ne contient cependant aucune précision sur un droit à une telle formation. Au moment où l'initiative est lancée, une révision complète de cette loi est en cours ; parmi les modifications envisagées, le gouvernement prévoit de soumettre à un impôt additionnel les entreprises qui n’offrent pas de places d’apprentissage ainsi que la création de plusieurs fonds de formation professionnelle par branches professionnels.
L'initiative est lancée par un comité formé principalement de jeunes syndicalistes à la fin des années 1990 lors d'une période où le manque de places d'apprentissage « atteignait son paroxysme » selon les initiants : seules 17 % des entreprises offrent alors de telles places contre 33 % 10 ans plus tôt.

### Récolte des signatures et dépôt de l'initiative
La récolte des 100 000 signatures nécessaires débute le 28 avril 1998. Le 26 octobre de l'année suivante, l'initiative est déposée à la Chancellerie fédérale, qui constate son aboutissement le 8 novembre.

### Discussions et recommandations des autorités
Le Parlement et par le Conseil fédéral recommandent le rejet de l'initiative. Dans son message aux Chambres fédérales, le gouvernement reconnaît comme « louable » de vouloir offrir à tous une formation de base, mais remet en cause le besoin de procéder à une modification constitutionnelle, la révision de la loi sur la formation professionnelle alors en cours devant permettre de répondre à ce but. Le Conseil fédéral remet également en cause l'idée de créer un fonds national, en particulier à cause du « travail administratif considérable pour le calcul et l’encaissement des taxes » que celui-ci impliquerait.
Lors des débats, le Parlement décide de reporter la votation sur cette initiative de quelques mois jusqu'à la fin de l'examen de la révision de la loi sur la formation professionnelle.
Les recommandations de vote des partis politiques sont les suivantes : 
| Parti politique              | Recommandation |
| ---------------------------- | -------------- |
| Démocrates suisses           | non            |
| Parti chrétien-conservateur  | non            |
| Parti chrétien-social        | non            |
| Parti démocrate-chrétien     | non            |
| Parti évangélique            | non            |
| Parti libéral                | non            |
| Parti de la liberté          | non            |
| Parti radical-démocratique   | non            |
| Parti socialiste             | oui            |
| Parti suisse du travail      | oui            |
| Union démocratique du centre | non            |
| Union démocratique fédérale  | non            |
| Les Verts                    | oui            |

### Votation
Soumise à votation le 18 mai 2003, l'initiative est refusée par la totalité des 20 6/2 cantons et par 68,4 % des suffrages exprimés. Le tableau ci-dessous détaille les résultats par canton :